# Єпархія святого Івана XXIII в Софії
Єпархія святого Івана XXIII в Софії (лат. Eparchia Sancti Ioannis XXIII Sophiae) — єдина адміністративна одиниця Болгарської греко-католицької церкви. Єпархія була заснована в 1926 році як Апостольський екзархат Софії.
11 жовтня 2019 року Папа Римський Франциск підвищив екзархат до єпархії та назвав його іменем Івана XXIII. Теперішній єпископ — Петко Валов (з 2024 р.).

## Єпископи
- Софійський апостольський екзархат (1926—2019)
  - Єпископ Кирило Куртєв (25 липня 1926 — 30 травня 1941)
  - Єпископ Іван Ґаруфалов (6 липня 1942 р — 7 серпня 1951)
  - Єпископ Кирило Куртєв (7 серпня 1951 — 9 березня 1971)
  - Архієпископ Методій Стратієв (9 березня 1971 — 5 вересня 1995)
  - Єпископ Христо Пройков (5 вересня 1995 — 11 жовтня 2019)
- Софійська єпархія Святого Івана ХХІІІ (з 2019)
  - Єпископ Христо Пройков (11 жовтня 2019 —)
  - Єпископ Петко Валов (номінат з 8 квітня 2024)